# Riviera Ligure (huile)

Logo Riviera Ligure DOP

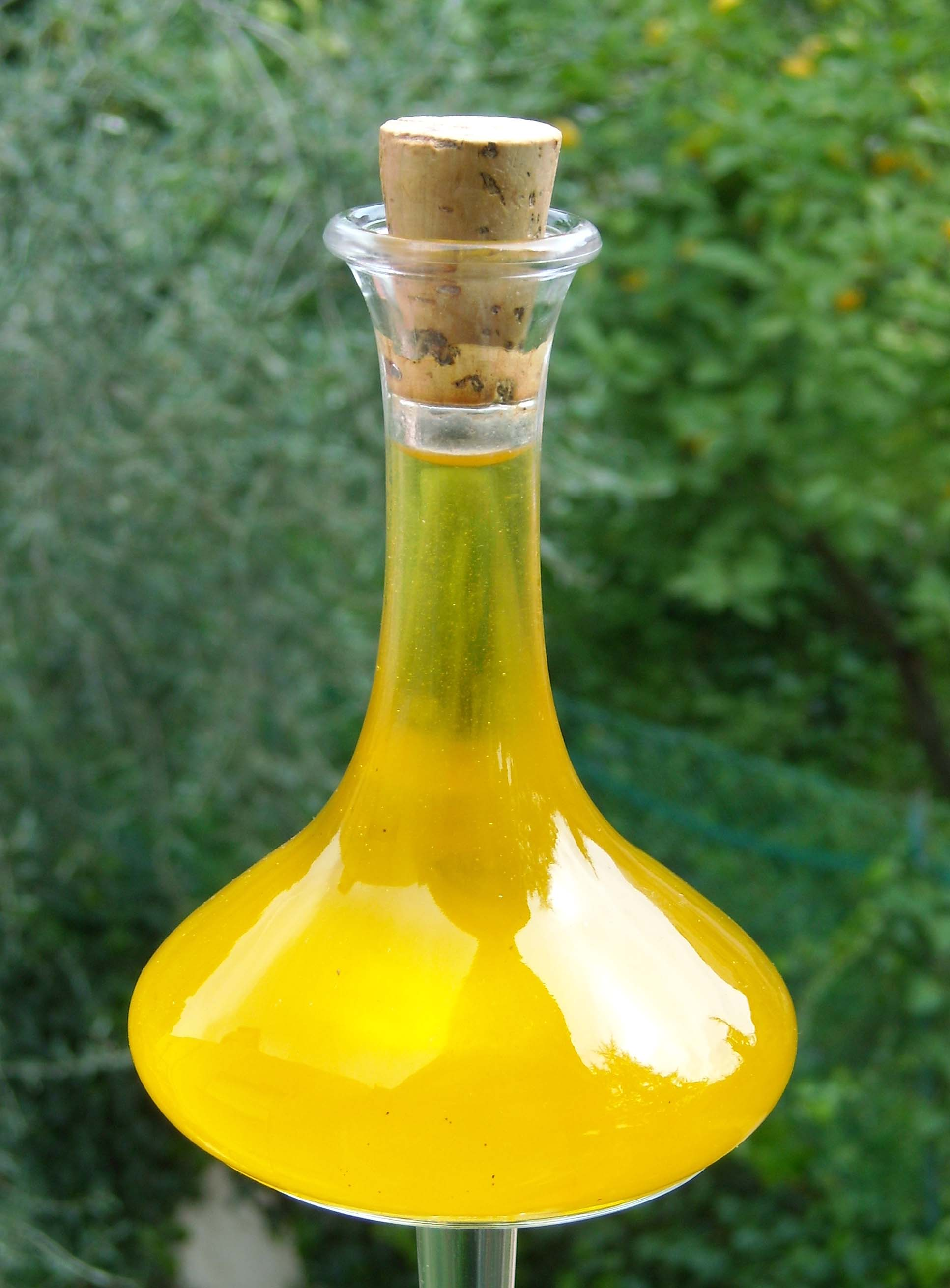
Couleur de la Riviera Ligure.

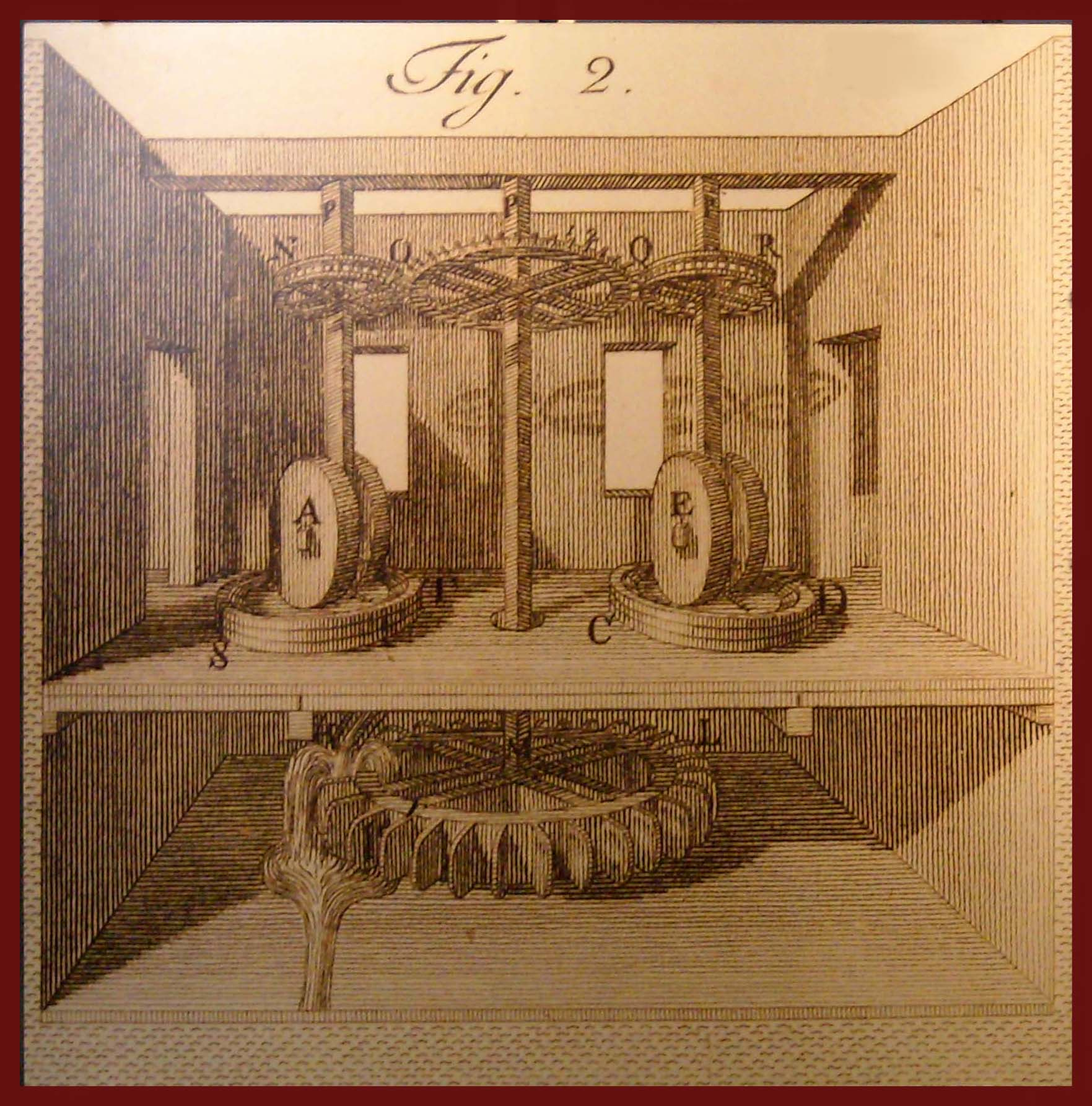
Dessin d'un moulin à huile hydraulique du XVIII à Imperia.

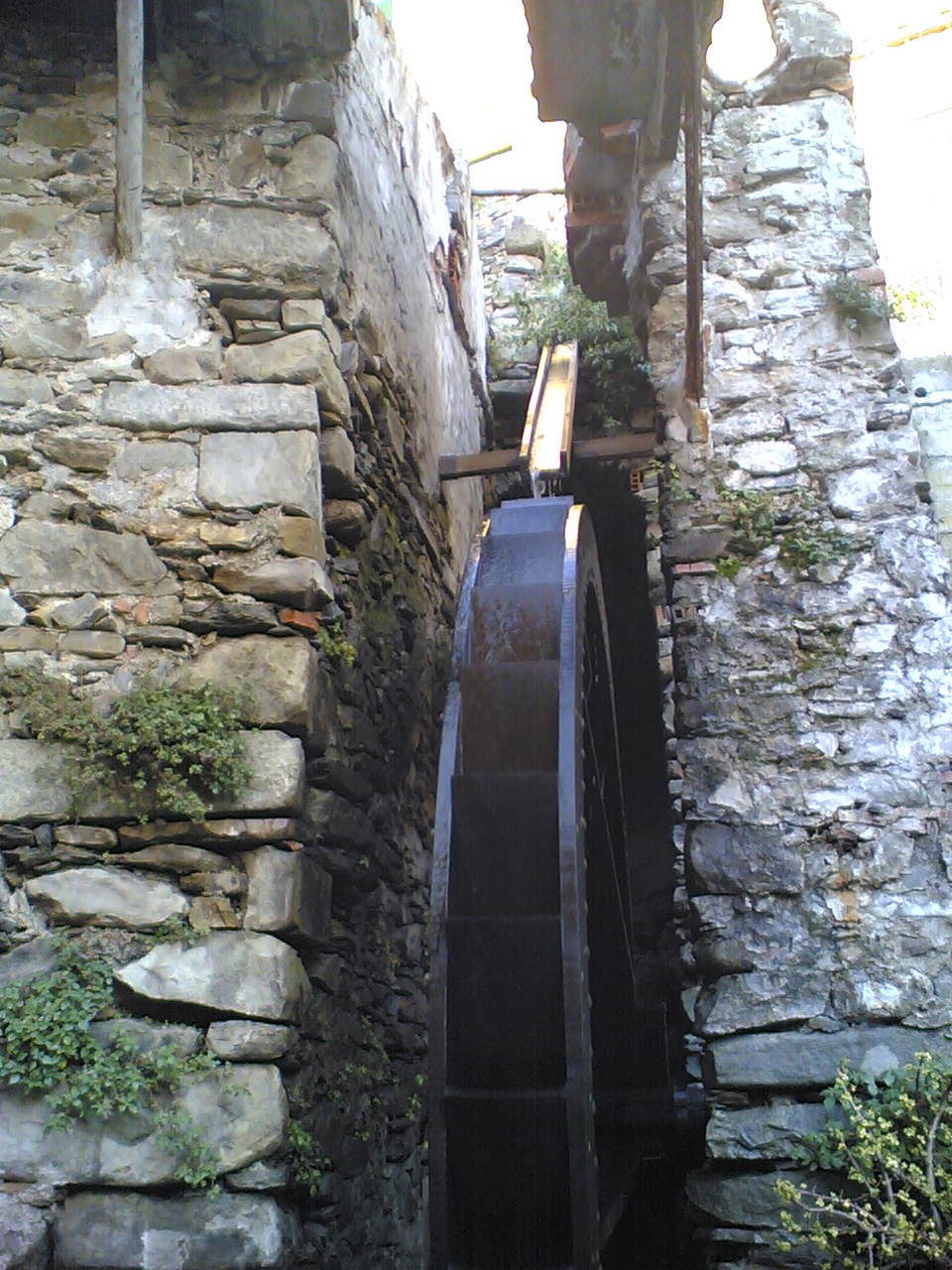
Roue à aubes d'un moulin au Cinque Terre.

L'huile Riviera Ligure est le nom donné à une huile extra vierge d'olive (en italien :olio extravergine di oliva) produite dans la région Ligure.
Depuis le 24 janvier 1997, la dénomination Riviera Ligure est protégée au niveau européen par une appellation d'origine protégée (AOP).

## Histoire
Les oliveraies en terrasse - placées en amphithéâtre, les unes sur les autres et soutenues par de typiques murs en pierre sèche bâtis en talus - font partie du paysage rural de la région depuis les temps immémoriaux.
Des fonds d'archives font état d'une spécialisation de l'oléiculture à l'ouest de la région à la fin du XVIe siècle et, au début du XVIIe siècle de l'existence d'un commerce d'huile entre Oneglia et le duché de Milan. À la fin du XVIIIe siècle, les oliveraies occupent d'importantes surfaces et l'oléiculture continue de se développer durant les siècles suivants.
Jusqu'au XIXe siècle, la zone littorale  était appelée Riviera di Genova ou le due Riviere di Genova.  Sous la domination de la maison de Savoie, elle prend l'appellation de Riviera Ligure tout en conservant les mentions de ponent pour la partie occidentale et de levante pour la partie orientale.

## Aire de production
Elle est située sur tout le territoire administratif des villes de la région Ligure.

## Méthode d'obtention
Elle est produite à partir d'olives saines de variétés de Taggiasca,  Lavagnina, la Razzola, Pignola et la Riviera di Levante. Récoltée avant le 30 janvier de chaque année, sa production ne peut être supérieure à 7 000 kg/ha avec un rendement en huile de 25 % maximum.

## Dénominations
À l'intérieur de l'aire géographique, trois territoires aux caractéristiques organoleptiques chaque fois différents de la DOP principale peuvent ajouter une mention géographique qui suit Riviera Ligure. Ces trois mentions sont :
- Riviera dei Fiori : obtenue à partir d'oliviers cultivés à variété Taggiasca pour au moins de 90 %. Les autres variétés présentes dans les oliveraies peuvent concourir à hauteur de 10 %.
- Riviera del Ponente Savonese :  obtenue à partir d'oliviers cultivés à variété Taggiasca pour au moins 50 %.   Les autres variétés présentes dans les oliveraies peuvent concourir à hauteur de 50 %.
- Riviera di Levante :  obtenue à partir d'oliviers cultivés à variétés Lavagnina, Razzola, Pignola et la locale Frantoio pour au moins 55 %. Les autres variétés présentes dans les oliveraies peuvent concourir à hauteur de 45 %.